# 南武果歩
南武 果歩（なんぶ かほ、1993年1月3日 - ）は、日本のレースクイーン、モデルであり、「ツインリンクもてぎエンジェル」第18期生のひとりである。
埼玉県出身。愛称は「カホリーヌ」（2019年からは「なんなん」を気に入っている）。

## 人物
- 趣味は、アウトドア、グランピング
- 特技は、火熾し
- 愛犬はサブ
- 2017年、中型二輪免許を取得
- 2019年、大型二輪免許を取得

## レースクイーン ・キャンペーンガール
| 年     | カテゴリー                  | チーム名                                                  | 他のチームメンバー                                                      |
| ------ | --------------------------- | --------------------------------------------------------- | ----------------------------------------------------------------------- |
| 2014年 | スーパー耐久                | Faust Racing レースクイーン                               | 黒澤恵理、田中たかこ                                                    |
| 2016年 | ツインリンクもてぎ          | ツインリンクもてぎエンジェル                              | 水原りか、板橋まや、片瀬舞美、北山すずか、 白岡愛未、利波里奈、小島愛里 |
| 2017年 | ツインリンクもてぎ          | ツインリンクもてぎエンジェル                              | 水原りか、板橋まや、五十嵐あいる、谷美奈、 平田菜々子、悠木恵愛         |
| 2018年 | ピレリスーパー耐久          | ピレリガール                                              | 枇杷田えみ                                                              |
| 2018年 | 鈴鹿8時間耐久ロードレース   | ヤマハレーシングレディ                                    | 中嶋真緒、柳原ゆう、水嶋菜月、安西まりな、向井沙里、城谷心夏            |
| 2019年 | SUPER GT                    | KONDO Racing リアライズガールズ                           | 小泉奈央、GT300: 岩波彩華、とももともも                                 |
| 2019年 | ピレリスーパー耐久          | ピレリガール                                              | 枇杷田えみ                                                              |
| 2021年 | MFJ全日本ロードレース選手権 | MuSASHi RT HARC-PRO レースクイーン                        | 佐々木優 (レースクイーン)                                               |
| 2022年 | SUPER GT                    | ZF( ZFフリードリヒスハーフェン)モータースポーツサポーター |                                                                         |

## イベント出演
- CP+ 2014 カシオ計算機ブースコンパニオン（2014年2月14日 - 16日、パシフィコ横浜）
- 東京ゲームショウ 2014:「Xperia ブース」 Sony Mobile Communications inc.（2014年4月18日 - 21日、幕張メッセ）[12]
- 東京モーターショー2015「VWブース」（2015年10月 - 11月、東京ビッグサイト）[13]
- 東京オートサロン2016「グッドイヤーブース」（2016年1月15日 - 17日、幕張メッセ）[14]
- レッドブル・エアレース・ワールドシリーズ「ブライトリングブースコンパニオン」（2016年6月4日 - 5日、幕張海浜公園）
- 東京ゲームショウ 2016 :「Xperia ブース」 Sony Mobile Communications inc. (2016年9月15日-18日、幕張メッセ)[1]
- Inter Bee 2016「池上通信機ブースコンパニオン」（2016年11月16日 – 18日、幕張メッセ）
- 東京モーターサイクルショー 2017:「ツインリンクもてぎブース コンパニオン」（2017年3月24日 – 26日、東京ビッグサイト）
- 東京ゲームショウ 2017:「スクウェア・エニックス ブース」 Sony Mobile Communications inc.（2017年9月21日 - 24日、幕張メッセ）[15]
- 東京モーターショー2017「VWブース」（2017年10月 - 11月、東京ビッグサイト）[16]
- ジャパンアミューズメントエキスポ2018:「au ブース」（2018年2月9日 - 11日、幕張メッセ）[17]
- リテールテック展2018:「GLORY ブース」（2018年3月7日 - 9日、東京ビッグサイト）[18]
- 東京モーターサイクルショー 2018:「ツインリンクもてぎブース コンパニオン」（2017年3月23日 – 25日、東京ビッグサイト）[19]
- Inter Bee 2018「アストロデザイン・デルタ電子　ブースコンパニオン」（2018年11月14日 – 16日、幕張メッセ）
- Interop Tokyo 2019「ファーウェイ ブースコンパニオン」（2019年6月12日 – 14日、幕張メッセ）
- 高機能金属展 2019「JX金属 ブースコンパニオン」（2019年12月4日 – 6日、幕張メッセ）
- 高機能金属展 2020「JX金属 ブースコンパニオン」（2020年12月2日 – 4日、幕張メッセ）